# Оскар Гоффманн
Оскар Го́ффманн (нім. Oskar Hoffmann; 29 жовтня 1866, Гота — 21 грудня 1928, Вісбаден) — німецький письменник, автор пригодницьких науково-фантастичних романів та оповідань, переважно утопічно-технічного спрямування, а також науково-популярних творів.

## Біографія
Біографічних даних про Оскара Гоффмана збереглося небагато, зокрема точна дата смерті письменника невідома. Молоді роки провів у Галле. Згодом у Берліні працював в книгарні практикантом. Оскар Гоффманн займався самоосвітою (зокрема астрономією) і з часом почав публікувати науково-популярні твори, а також пригодницькі романи утопічного та технічного спрямування. З видання «Kürschners Deutscher Literaturkalender» можна довідатись, що Гоффманн 1907 року мешкав у Дрездені, а з 1922 року — в Гамбурзі. Оскар Гоффманн, разом з Курдом Лассвіцем та Карлом Грунертом, вважається одним з піонерів та основоположників науково-фантастичного жанру в Німеччині.
Оскару Гоффманну приписують також авторство роману з продовженням «Der Luftpirat und sein Lenkbares Luftschiff» («Повітряний пірат та його кероване повітряне судно»), що виходив протягом 1908—1912 років (усього — бл. 150 випусків), проте «Lexikon der deutschen Science Fiction & Fantasy» Клауса Ґойса це заперечує. Виходячи з текстового аналізу цього роману, літературознавці припускають, що Оскар Гоффман справді міг бути автором принаймні окремих його випусків.

## Твори

### Науково-популярні твори
- Винаходи й відкриття в усіх галузях науки і техніки / Erfindungen und Entdeckungen auf allen Gebieten der Wissenschaft und Technik. Radebeul und Leipzig: F. E. Bilz, o. J. [um 1900]
- Ілюстрована книга техніки / Das illustrierte Buch der Technik. Berlin: Neuer Allgemeiner Verlag, o. J. [ca. 1913]

### Утопічні романи
- Подорожі Мак Мілфорда у всесвіті. Із Землі до Місяця або серед селенітів / Mac Milfords Reisen im Universum. Von der Terra zur Luna oder Unter den Seleniten. Papiermühle: A. Weller & Co, 1902
- Завоювання повітря. Культурний роман 1940 року / Die Eroberung der Luft. Kulturroman vom Jahre 1940. Berlin und Leipzig: Hermann Seemann Nachf., o. J. (1902)
- Серед маріан. Оповідання / Unter Marsmenschen. Erzählung. Breslau: Schlesische Verlags-Anstalt v. S. Schottlander, 1905
- Золотий траст. Інтернаціональний фінансовий роман / Der Goldtrust. Internationaler Finanzroman. Berlin und Leipzig: Hermann Seemann Nachf., o. J. (1907)
- Приборкання природи. Фантазійний роман / Bezwinger der Natur. Phantasieroman. Berlin und Leipzig: Hermann Seemann Nachf., o. J. (1908)
- Четвертий вимір. Фантазійний роман / Die vierte Dimension. Phantasieroman. Berlin und Leipzig: Hermann Seemann Nachf., o. J. (1909)
- Фред Гамільтон (псевдонім). Заморожений струм Іпсілона. Роман про фантастичне відкриття / Fred W. Hamilton [псевдонім]: Ypsilons Gefrorene Elektrizität. Der Roman einer phantastischen Erfindung. Berlin: Dr. Potthoff & Co., 1911.